# Tonino Moscatt
Antonino Moscatt, detto Tonino (Agrigento, 16 aprile 1980), è un politico italiano, deputato del Partito Democratico.

## Biografia
Cresciuto a Favara, da adolescente è tra i protagonisti del movimento studentesco in provincia di Agrigento. Nel 2000 diventa Segretario Provinciale della Federazione della Sinistra giovanile di Agrigento e nel 2002 Segretario Regionale della Sicilia sempre dell'organizzazione giovanile dei Democratici di Sinistra.
Nel 2002 diviene assessore alle politiche giovanili del Comune di Favara, a 22 anni, in quel momento, è il più giovane assessore italiano.
Alle elezioni provinciali del 2003 è candidato come consigliere della provincia di Agrigento nella lista dei Democratici di Sinistra nel collegio di Canicattì, non risultando eletto.
Alle elezioni politiche del 2006 è candidato alla Camera dei deputati nella lista de L'Ulivo alla posizione 17 nella circoscrizione Sicilia 1, ma non risulta eletto.
Nel dicembre 2012 si candida alle primarie per i candidati al Parlamento del PD nella provincia di Agrigento, ottenendo con 2789 preferenze il secondo posto tra i candidati. La direzione nazionale del PD candida Moscatt alla decima posizione della lista del Partito Democratico nella circoscrizione Sicilia 1.
Alle elezioni politiche del 2013 viene eletto alla Camera dei deputati nella lista del Partito Democratico nella Circoscrizione Sicilia 1.
Nel febbraio 2015 entra a far parte del dipartimento nazionale organizzazione del Partito Democratico, affiancando il vicesegretario Lorenzo Guerini. Conclude il proprio mandato parlamentare nel 2018.
Sposato, ha una figlia, vive a Montevago (Agrigento).